# Dax Shepard

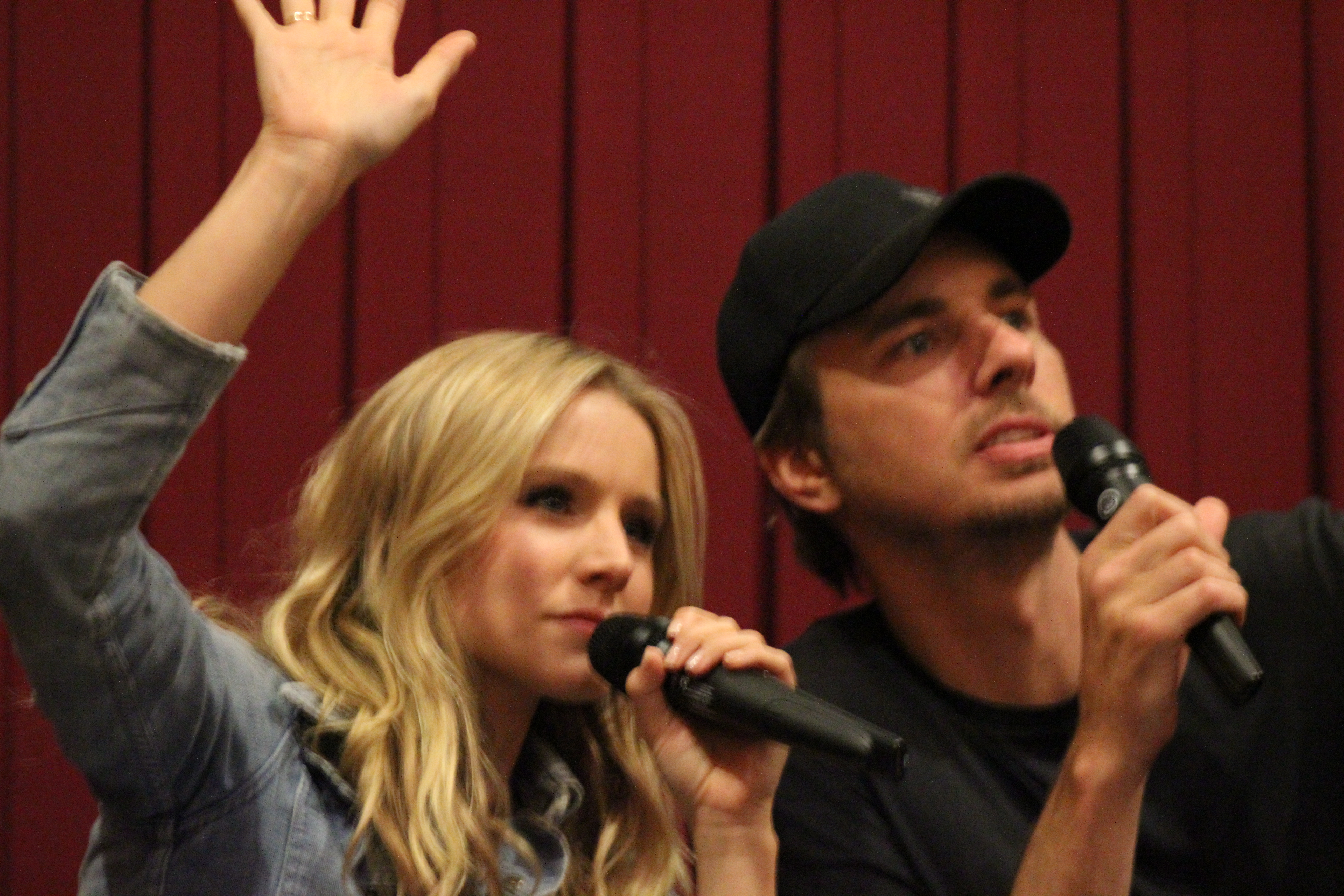
Kristen Bell y Dax Shepard.

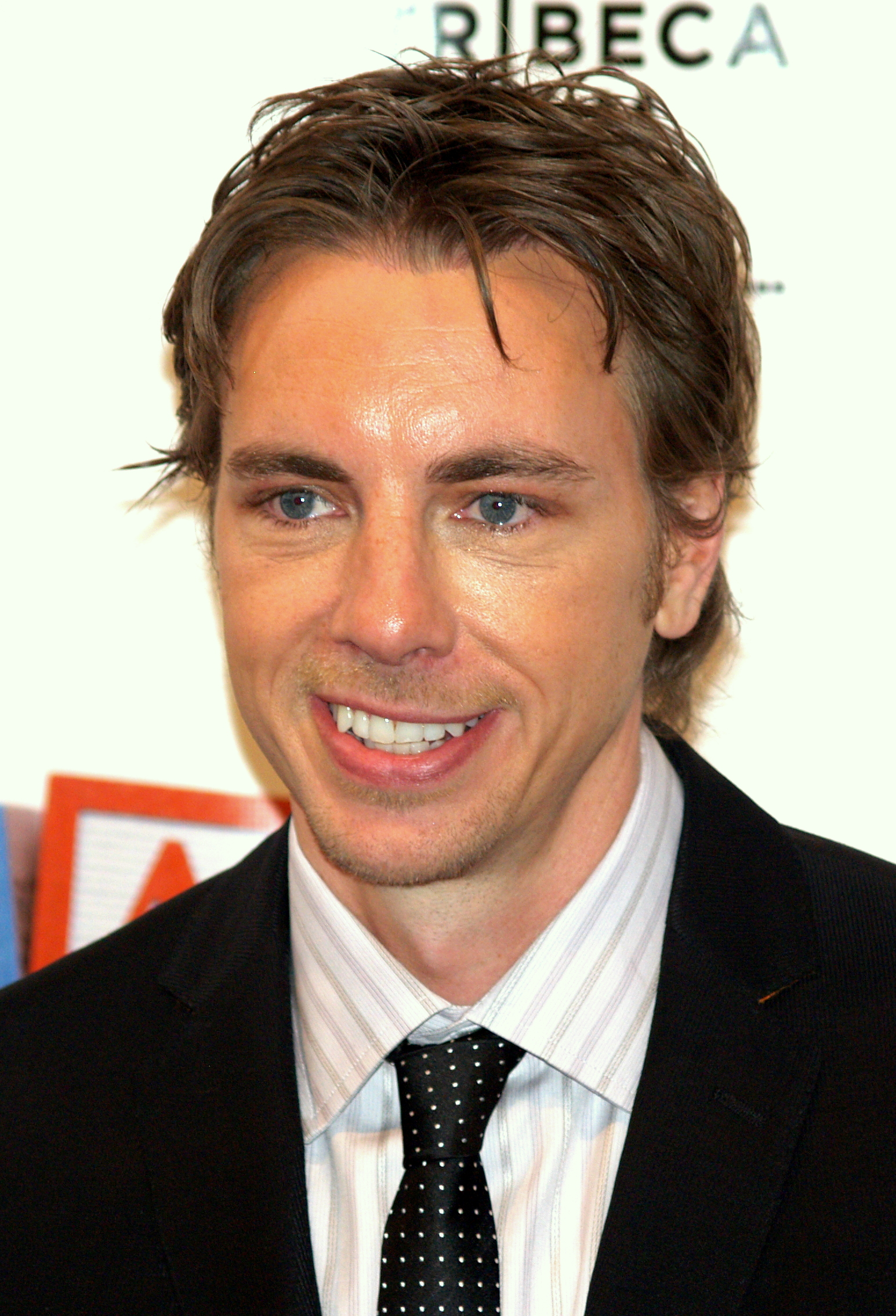
Shepard en el Festival de Cine de Tribeca en Nueva York en 2008.

Dax Randall Shepard (Milford, Míchigan; 2 de enero de 1975) es un actor, comediante, cineasta y podcaster estadounidense. Desde 2018, presenta Armchair Expert, un podcast en el que entrevista a celebridades, periodistas y académicos sobre sus vidas.

## Biografía
Nació y  creció en el pequeño pueblo de Milford (Míchigan). Es hijo de Laura LaBo, que trabajaba en General Motors (GM), y David Robert "Dave" Shepard Sr.,  que era vendedor de automóviles.  Sus padres se divorciaron cuando tenía 3 años.  Shepard fue abusado sexualmente a los 7 años, lo que él cree que fue una de las principales causas subyacentes de sus problemas posteriores de abuso de sustancias. No reveló el abuso a nadie durante 12 años después de que ocurrió.
Desde pequeño tuvo el sueño de entretener al mundo. Shepard obtuvo su título en antropología en la UCLA. Viviendo en Míchigan, asistió a Muir Junior High y Walled Lake Central High School, antes de matricularse en la escuela The Groundlings.
Shepard dona gran parte de su tiempo para el programa Hollenbeck Youth Center, además se ha desempeñado como oficial de Maestro de Ceremonias, junto con su amigo Tom Arnold, para los juegos atléticos Inner City Games en el centro del Este de Los Ángeles, en el Hollenbeck Youth Center's Miracle on 1st.
En 2003, Shepard actuó en Punk'd, junto a Ashton Kutcher. En 2006, apareció junto a Dane Cook y Jessica Simpson en la comedia Employee of the Month, así como la película de Mike Judge, Idiocracy. Durante el mismo período, empezó a aparecer en más películas y consiguió su primer papel protagonista en Let's Go to Prison, junto a Will Arnett. También obtuvo un papel importante en Baby Mama. Shepard escribió el guion para Paramount Pictures Get 'Em Wet, en la que apareció de nuevo con Arnett. Es ahora uno de los personajes principales de la serie de NBC Parenthood, interpretando a Crosby Braverman.
En su tiempo libre, Shepard disfruta del snowboarding, motonieve y del baloncesto.
Comenzó a salir con la actriz Kristen Bell en el año 2007 y la pareja anunció su compromiso en enero de 2010, aunque dijeron que no se casarían hasta que todos los ciudadanos pudieran hacerlo en igualdad, sin importar su condición sexual. Finalmente contrajeron matrimonio en octubre de 2013. Tienen dos hijas: Lincoln, nacida en marzo de 2013, y Delta, nacida en diciembre de 2014.

## Filmografía

### Películas
| Año  | Película                      | Rol                               |
| ---- | ----------------------------- | --------------------------------- |
| 1998 | Hairshirt                     | Chico de la fiesta                |
| 2003 | Cheaper by the Dozen          | Cámara                            |
| 2004 | Without a Paddle              | Tom Marshall                      |
| 2005 | Confessions of an Action Star | Coordinador de efectos especiales |
| 2005 | Zathura                       | Walter adulto/astronauta          |
| 2006 | Employee of the Month         | Vince Downey                      |
| 2006 | Idiocracy                     | Frito Pendejo                     |
| 2006 | Let's Go to Prison            | John Lyshitski                    |
| 2007 | The Comebacks                 | Sheriff                           |
| 2007 | Smother                       | Noah Cooper                       |
| 2008 | Baby Mama                     | Carl                              |
| 2009 | Old Dogs (sin créditos)       | Gary                              |
| 2010 | When in Rome                  | Gale                              |
| 2010 | The Freebie                   | Darren                            |
| 2010 | Brother's Justice             | Él mismo                          |
| 2012 | Hit and Run                   | Charlie Bronson/Yul Perrkins      |
| 2014 | The Judge                     | C. P. Kennedy                     |
| 2014 | This Is Where I Leave You     | Wade Beaufort                     |
| 2017 | CHiPs                         | Jon Baker                         |
| 2017 | El Camino Christmas           | Billy Calhoun                     |
| 2020 | Buddy Games                   | Durfy                             |
| 2021 | PAW Patrol: The Movie         | Ruben (voz)                       |

### Televisión
| Año       | Programa                           | Notas                    |
| --------- | ---------------------------------- | ------------------------ |
| 2003      | Punk'd                             |                          |
| 2005      | My Name is Earl                    |                          |
| 2006      | King of the Hill                   |                          |
| 2009      | Robot Chicken                      | 2 episodios              |
| 2010-2015 | Parenthood                         | Protagonista             |
| 2018-2020 | The Ranch                          | Luke Matthews            |
| 2019-2020 | Bless This Mess                    | Mike                     |
| 2019      | Spin the Wheel                     | Presentador              |
| 2020      | Jeopardy! The Greatest of All Time | Presentador              |
| 2021      | Ultra City Smiths                  | Congresista Chris Pecker |
| 2021      | Top Gear América                   | Presentador              |

## Premios
| Año  | Categoría   | Premio             | Trabajo | Resultado |
| ---- | ----------- | ------------------ | ------- | --------- |
| 2003 | Mejor actor | Teen Choice Awards | Punk'd  | Nominado  |